# Cuspidaria obesa
Cuspidaria obesa är en musselart som först beskrevs av Sven Lovén 1846.
Cuspidaria obesa ingår i släktet Cuspidaria och familjen Cuspidariidae. Arten är reproducerande i Sverige. Inga underarter finns listade i Catalogue of Life.